# رونالد داربي
رونالد داربي (بالإنجليزية: Ronald Darby)‏ هو لاعب كرة قدم أمريكية أمريكي، ولد في 2 يناير 1994 في Oxon Hill, Maryland ‏ في الولايات المتحدة.

## وصلات خارجية
- رونالد داربي على موقع الاتحاد الدولي لألعاب القوى (الإنجليزية)
- رونالد داربي على موقع مرجع كرة القدم المحترفة.كوم (الإنجليزية)